# Gierczyn (Bartoszyce)
Gierczyn (deutsch Gertrudshof) ist ein Ort in der polnischen Woiwodschaft Ermland-Masuren. Er gehört zur Gmina Bartoszyce (Landgemeinde Bartenstein) im Powiat Bartoszycki (Kreis Bartenstein).
Gierczyn liegt in der nördlichen Mitte der Woiwodschaft Ermland-Masuren, wenige Kilometer südlich der Grenze zur russischen Oblast Kaliningrad (Gebiet Königsberg (Preußen)). Bis zur Kreisstadt Bartoszyce (deutsch Bartenstein) sind es elf Kilometer in südlicher Richtung.
Im Jahre 1864 wurde das Vorwerk Gettrudshof gegründet. Der kleine Ort gehörte zum Gutsbezirk Polkitten (polnisch Pełkity) im  ostpreußischen Kreis Friedland, der 1927 in „Kreis Bartenstein“ umbenannt wurde. Nach der Eingliederung des Gutsbezirks in die gleichnamige Landgemeinde wechselte Gertrudshof auch zu eben dieser Gemeinde. Der Umgemeindungstag war der 30. September 1928.
Im Zusammenhang der Abtretung des gesamten südlichen Ostpreußen in Kriegsfolge im Jahre 1945 an Polen bekam Gertrudshof die polnische Namensform „Gierczyn“. Heute führt der Ort ein Schattendasein im Grenzgebiet. Er wird offiziell noch genannt, doch steht in ihm kein Gebäude mehr. Die Ortsstelle liegt im Gebiet der Gmina Bartoszyce (Landgemeinde Bartenstein) im Powiat Bartoszycki (Kreis Bartenstein) in der Woiwodschaft Ermland-Masuren.
Kirchlich war Gertrudshof bis 1945 in die evangelische Kirche Schönbruch bzw. in die römisch-katholische Kirche Bartenstein eingepfarrt. Heute liegt Gierczyn im Gebiet der evangelischen Kirche Bartoszyce bzw. der katholischen Pfarrei Bezledy (Beisleiden).
Von Parkoszewo (Perkau) bzw. von Łapkiejmy (Lapkeim) aus gibt es Zuwegungen nach Gierczyn.